# Pałac w Krosnowicach
Pałac w Krosnowicach (niem. Schloss Rengersdorf) – zabytkowy pałac  wybudowany około 1730 r. w Krosnowicach Górnych, położony w Polsce, w województwie dolnośląskim, w powiecie kłodzkim, w gminie Kłodzko.

## Historia
W latach 1729–1730 Karol Maksymilian Mitrowski zbudował pałac w Krosnowicach (Schloss Rengersdorf) i kazał zburzyć dotychczasowe reprezentacyjne budynki mieszkalne. Po jego śmierci majątek przejęła żoną Maria Anna hrabina Wallis z Trzebieszowic (Kunzendorf), jako opiekunka małoletniego syna Franza Paula Mitrowskiego von Nemischel (ur. 1737). Jego syn przejął majątek ojca w 1755, po osiągnięciu pełnoletności, był żonaty z Marią Eleonorą von Frobel z Neuwaltersdorf (1735-1765)
Pałac w Krosnowicach w 1768 dalej był w rękach Franza á Paulo barona von Mitrowskiego a rodzina Mitrowskich majątki w hrabstwie kłodzkim posiadała do XIX w..

## Opis
Piętrowy, barokowy pałac, wybudowany na planie prostokąta, kryty dachem mansardowym. Na ścianie frontowej centralnie umieszczone główne wejście w kamiennym zwieńczonym półkoliście portalu z zwornikiem, zawierającym rok przebudowy 1829. Po bokach portalu dwie półkolumny korynckie, podtrzymujące półkolisty balkon z kamienną, ażurową balustradą ozdobioną dwoma wazonami na postumentach przylegających do ściany. Obiekt wraz z parkiem jest częścią zespołu pałacowego.

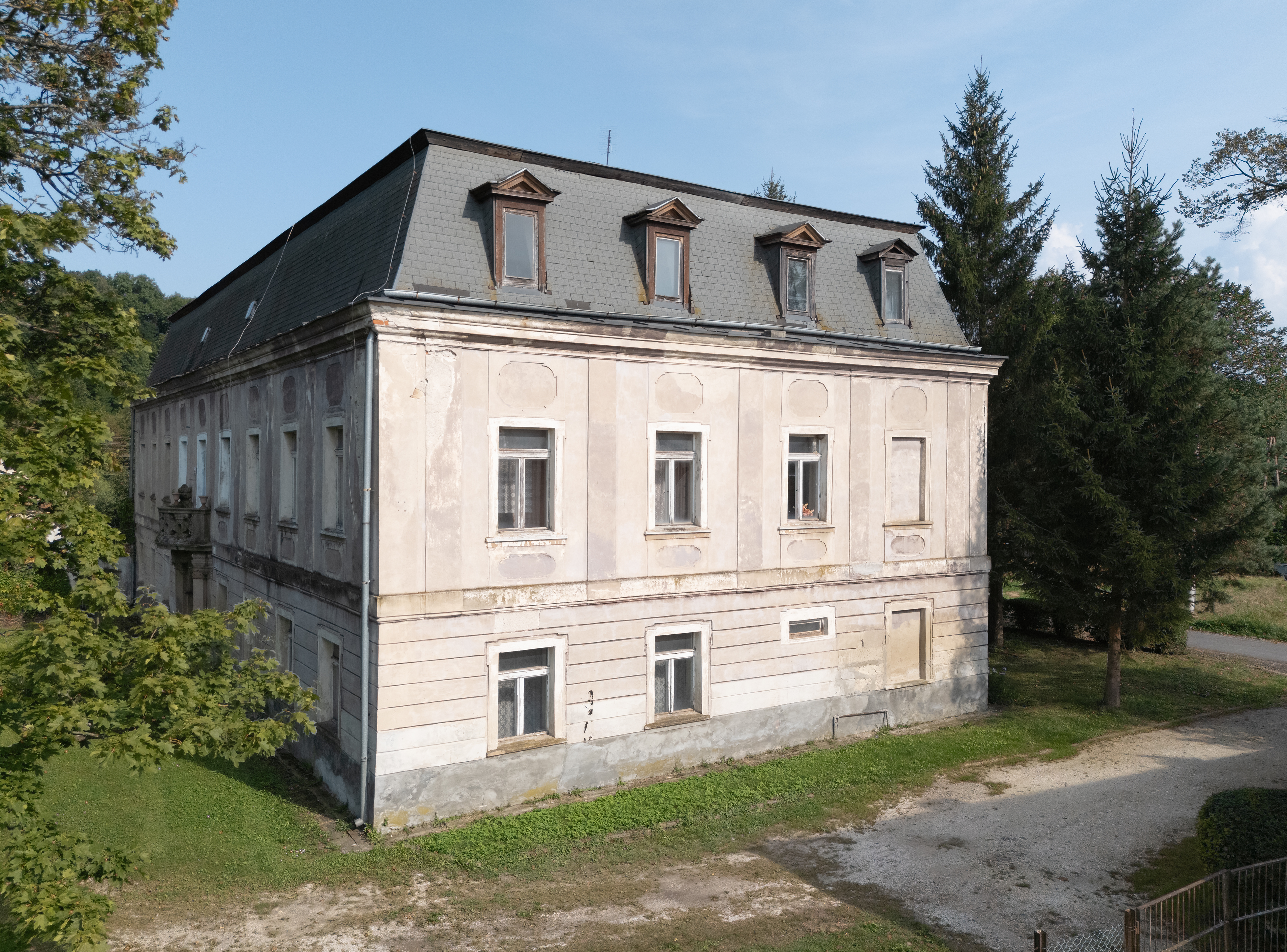
Pałac od północnego zachodu
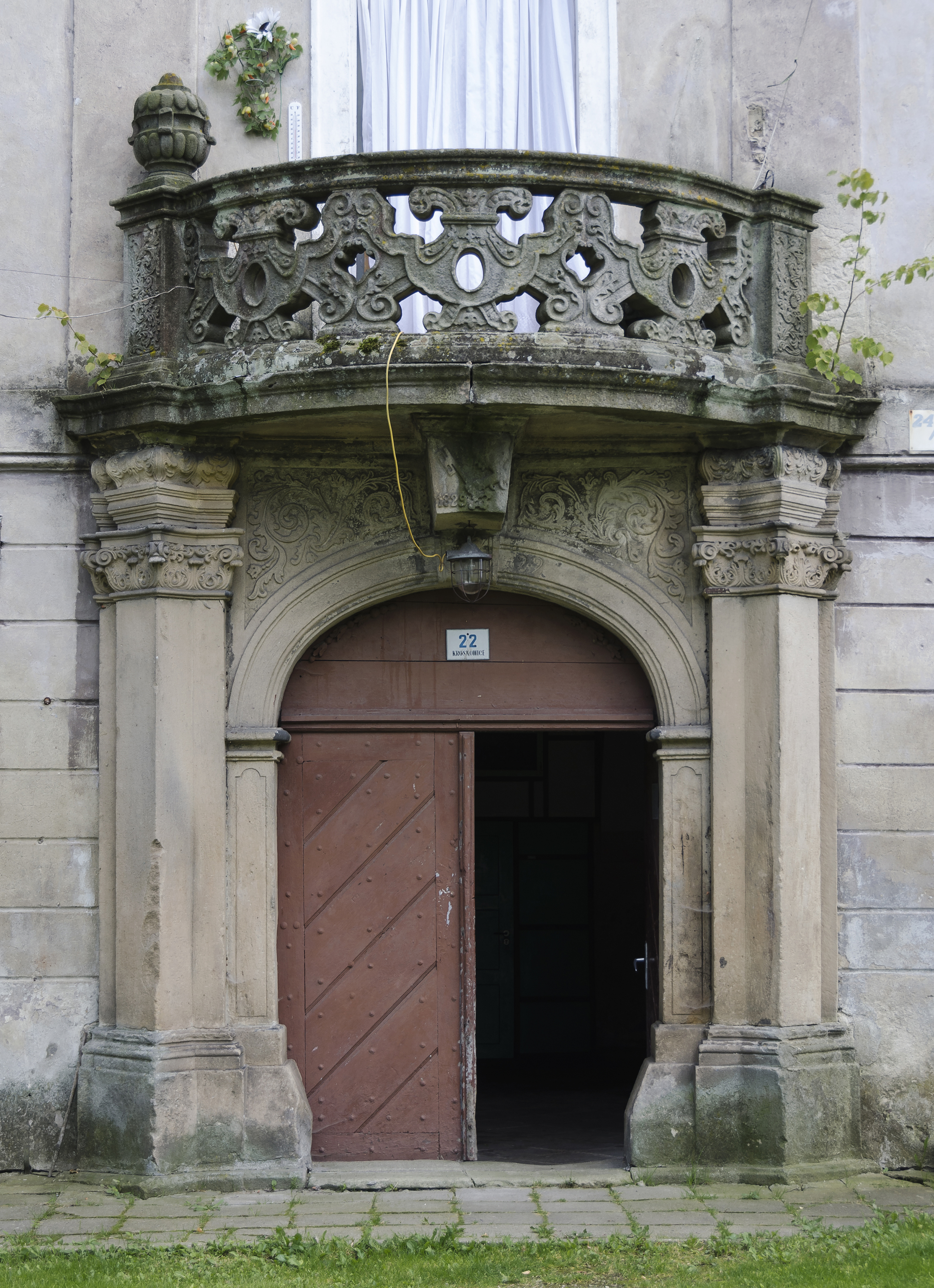
Portal